# 金峯山修験本宗

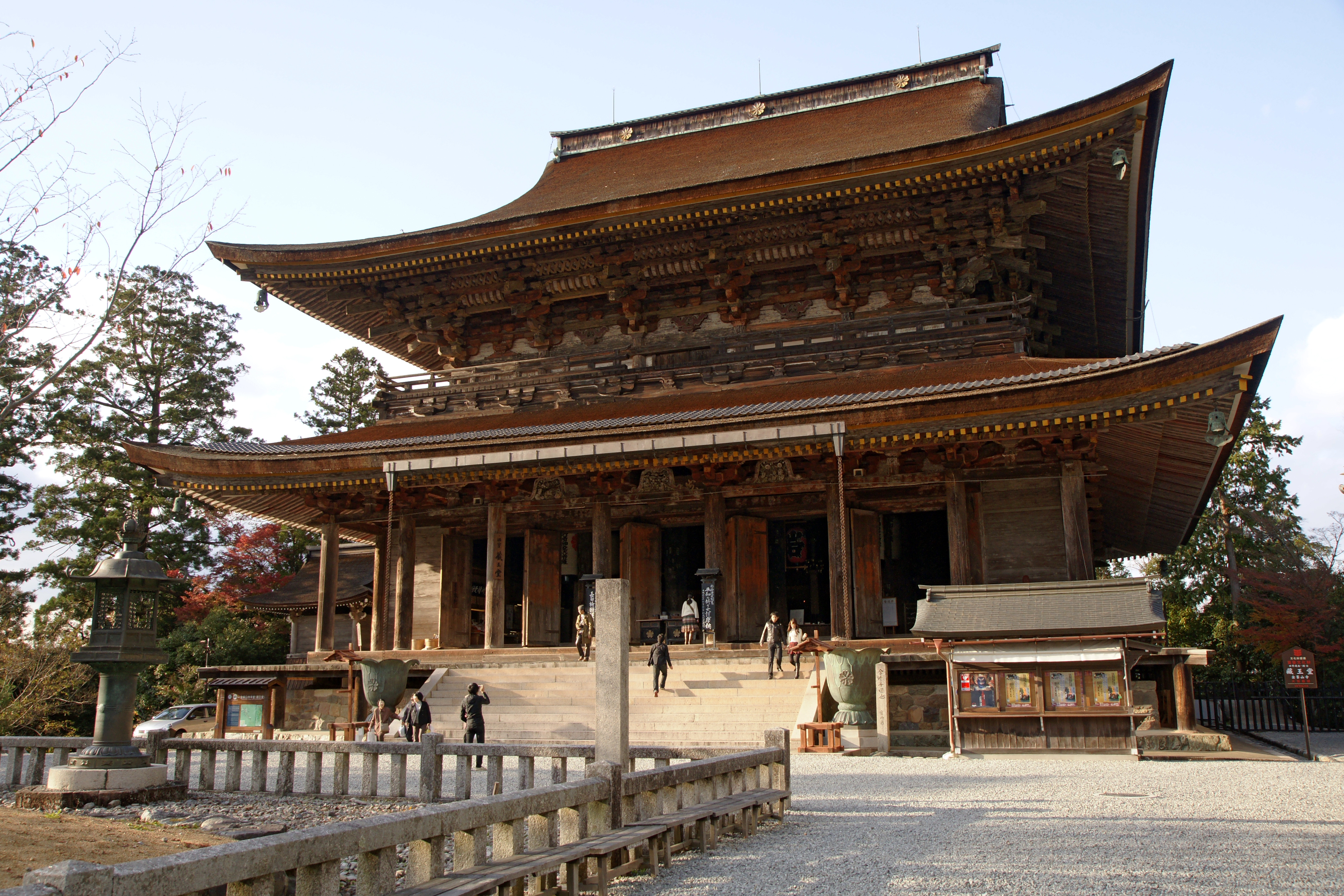
金峯山寺

金峯山修験本宗（きんぷせんしゅげんほんしゅう）は、日本仏教の宗派。総本山は金峯山寺。1948年（昭和23年）に立宗。

## 歴史
1948年（昭和23年）に奈良県吉野町にある金峯山寺を総本山として立宗した。
古くは大和国の吉野山から大峯山山上ケ岳にかけての一帯を金峯山と称し、古代より聖域とされた。
その後、1874年（明治7年）に明治政府により修験道が禁止され、金峯山寺は一時期、廃寺となり復職神勤するが、1886年（明治19年）に天台宗末の仏寺として復興し、昭和に入ってから金峯山修験本宗を立宗した。

## 主な寺院
- 護国寺
- 長谷寺
- 聖天寺